# دراغان ياكوفلجيفيتش
دراغان ياكوفلجيفيتش (بالبوسنوية: Dragan Jakovljević)‏ هو لاعب كرة قدم بوسني في مركز الهجوم، ولد في 23 فبراير 1962 في كونييتش في البوسنة والهرسك. شارك مع منتخب يوغوسلافيا لكرة القدم. أما مع النوادي، فقد لعب مع رويال أنتويرب ونادي ساراييفو ونادي نانت.

## وصلات خارجية
- دراغان ياكوفلجيفيتش على موقع قاعدة بيانات كرة القدم.إي يو (الإنجليزية)
- دراغان ياكوفلجيفيتش على موقع ناشيونال فوتبول تيمز (الإنجليزية)
- دراغان ياكوفلجيفيتش على موقع عالم كرة القدم.نت (الإنجليزية)